# 15550 Sydney
15550 Sydney este o planetă minoră (asteroid), cu un diametru de 7,719 km, din centura de asteroizi. A fost descoperită pe 31 martie 2000 la Observatorul Reedy Creek de John Broughton⁠(d) și a fost numită după Sydney. 
Obiectul prezintă o orbită caracterizată de o semiaxă mare de 2,974146 UAi, o excentricitate de 0,12, o înclinație de 9,59085 ° în raport cu ecliptica.